# 닝밍현

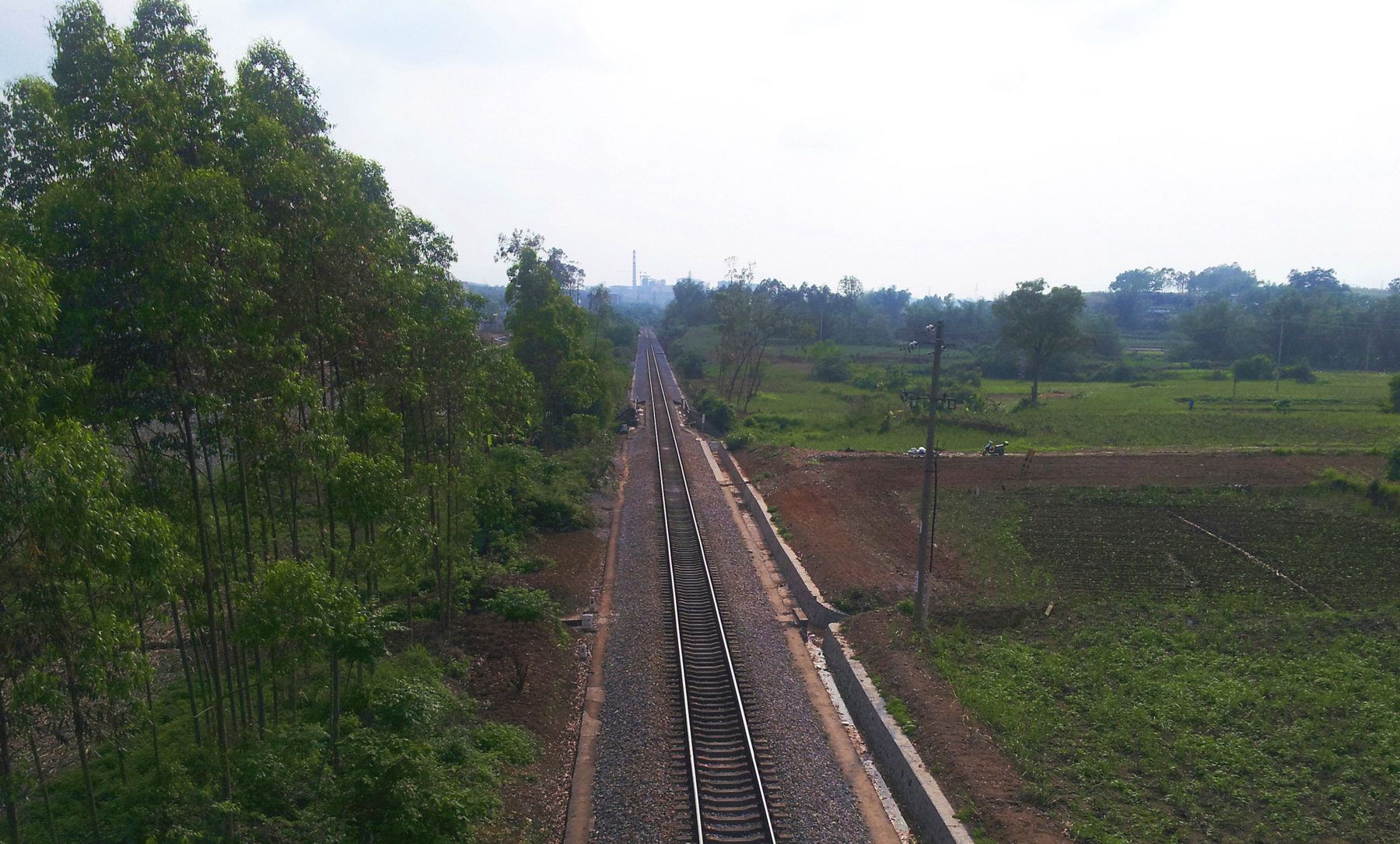

닝밍현(한국어: 영명현, 좡어: Ningzmingz Hen, 중국어: 宁明县, 병음: Níngmíng Xiàn)은 중국 광시 좡족 자치구 충쭤 시의 현급 행정구역이다. 넓이는 3779km2이고, 인구는 2007년 기준으로 370,000명이다.

## 행정 구역
4개 진, 9개 향을 관할한다.
- 진: 城中镇, 爱店镇, 明江镇, 海渊镇.
- 향: 亭亮乡, 寨安乡, 峙浪乡, 东安乡, 板棍乡, 北江乡, 桐棉乡, 那堪乡, 那楠乡.